# Diana Lee
Diana Lee o Diana Lee-Hsu es una modelo y actriz estadosunidense.

## Carrera
Lee fue escogida Playmate del Mes para la revista Playboy en mayo de 1988. Fue fotografiada por Stephen Wayda y Richard Fegley. Como actriz,  actuó en varios vídeos de Playboy y aparició en la película de 1989 de James Bond Licencia para Matar. En la película, Lee interpreta a Loti, una narcotraficante de Hong Kong.